# Monster truck

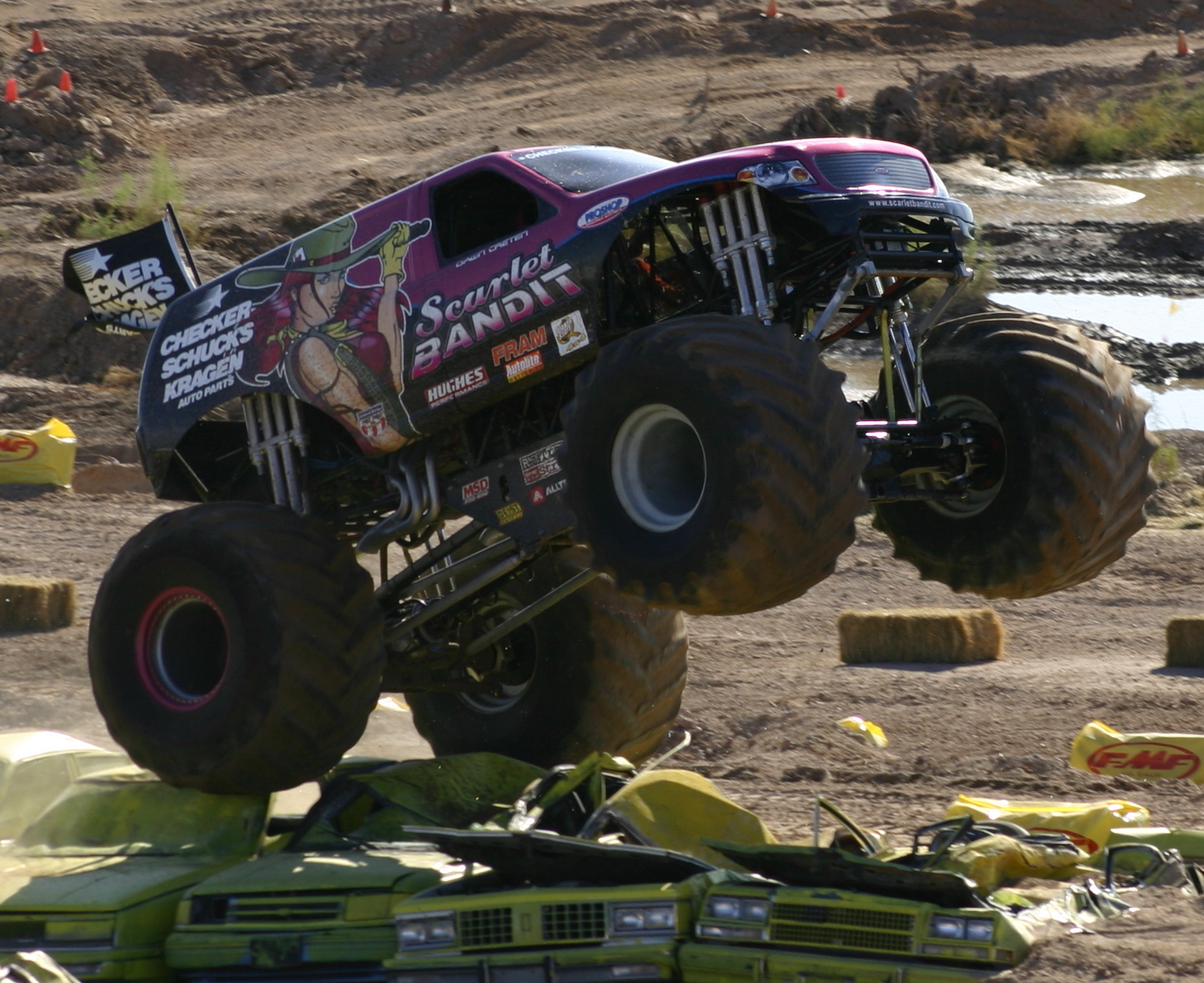
Un monster truck.

Le esibizioni di monster truck sono uno spettacolo motoristico che ha per protagonisti grossi veicoli equipaggiati con gigantesche ruote del diametro di circa 1,60 metri.
Lo scopo principale dei partecipanti è quello di esibirsi in salti, piroette e spettacolari evoluzioni.
Le caratteristiche principali dei veicoli partecipanti sono: trazione integrale, 4 ruote sterzanti, ammortizzatori ad ampia escursione; queste ed altre caratteristiche permettono le evoluzioni ed entusiasmanti salti su ostacoli opportunamente creati costituiti da cumuli di terra, file di auto, autobus ed altro. La postazione di guida è racchiusa in una carrozzeria che proviene da mezzi di produzione normale o che ne richiama in ogni caso le linee estetiche.
Questo sport ha cominciato ad essere conosciuto in Italia grazie alle trasmissioni televisive dedicategli da Italia 1 dal titolo Monster Jam commentate da Ciccio Valenti e al telefilm Dr. House - Medical Division dove l'interprete principale Gregory House se ne dimostra appassionato.
I monster truck vengono anche riprodotti in scala grazie a molti appassionati di modellismo automobilistico dinamico e hanno ispirato la programmazione di videogiochi.

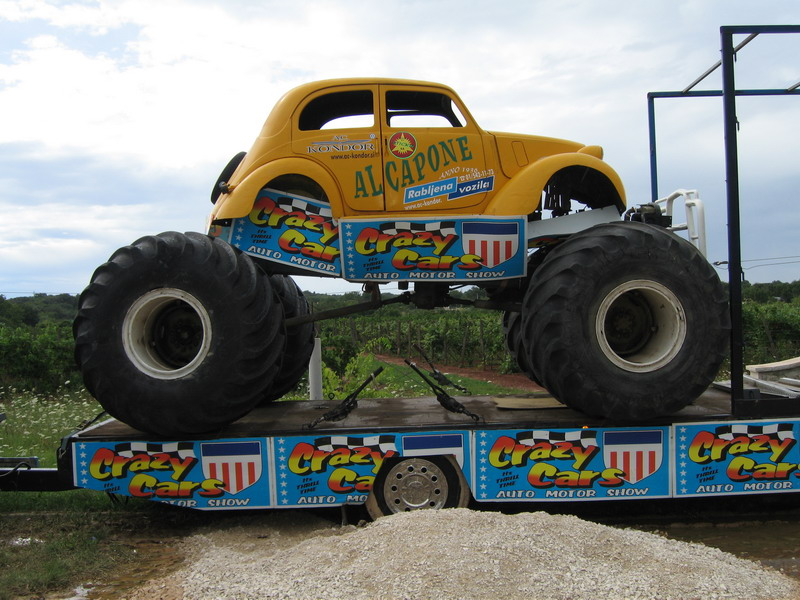
Una Fiat 500 "Topolino" monster truck a Rovigno, Croazia.